# Aquiles Serdán, Durango
Aquiles Serdán är en ort i Mexiko.   Den ligger i kommunen Gómez Palacio och delstaten Durango, i den centrala delen av landet, 800 km nordväst om huvudstaden Mexico City. Aquiles Serdán ligger 1 122 meter över havet och antalet invånare är 274.
Terrängen runt Aquiles Serdán är mycket platt. Runt Aquiles Serdán är det ganska tätbefolkat, med 214 invånare per kvadratkilometer. Närmaste större samhälle är Torreón, 11,1 km söder om Aquiles Serdán. Omgivningarna runt Aquiles Serdán är i huvudsak ett öppet busklandskap.